# Avksenti Tsagareli
Avksenti Antonovitch Tsagareli (en géorgien : ავქსენტი ცაგარელი ; en russe : Авксентий Цагарели), né le 9/21 février 1857 et mort le 12/25 août 1902, est un dramaturge géorgien, sujet de l'Empire russe, surtout connu pour ses comédies. Il est décrit dans la Grande Encyclopédie soviétique comme « l'un des représentants les plus distingués du drame réaliste ».
Tsagareli naît dans le village de Digomi (près de Tiflis, aujourd'hui Tbilissi) et fait ses études au séminaire. Il entreprend une carrière d'acteur de théâtre entre 1878 et 1883 (période pendant laquelle est montée sa pièce la plus connue Khanouma), puis travaille aux bureaux du chemin de fer transcaucasien jusqu'en 1899. Dans les deux dernières années de sa vie, Tsagareli est metteur en scène à Tiflis où il meurt à l'âge de 45 ans. Il était marié avec l'actrice géorgienne Nato Gabounia (1859-1910).

## Quelques œuvres
La pièce la plus connue de Tsagareli est sa comédie romantique Khanouma, créée en 1882, et toujours jouée aujourd'hui. En 1927, elle est adaptée pour le cinéma muet par Alexandre Tsoutsounava  et en 1978 pour la télévision soviétique par Gueorgui Tovstonogov. Cette pièce a inspiré aussi le livret de l'opéra comique Keto et Kote de Victor Dolidzé.
Tsagareli est l'auteur aussi D'autres fois maintenant (1879), Tsimbireli (1886) et Vous repartirez avec ce que vous avez apporté (1902).